# Локомотивас (Каунас)
Залізнична команда «Локомотивас» Каунас (лит. Geležinkeliečių komanda Kauno Lokomotyvas) — колишній литовський та радянський футбольний клуб з Каунаса, що існував у 1946—1950-х роках.

## Досягнення
- А-ліга
  - Чемпіон (1): 1947
- Кубок Литви
  - Володар (1): 1947
  - Фіналіст (1): 1948.